# サウス・アフリカン・ソーラー・チャレンジ

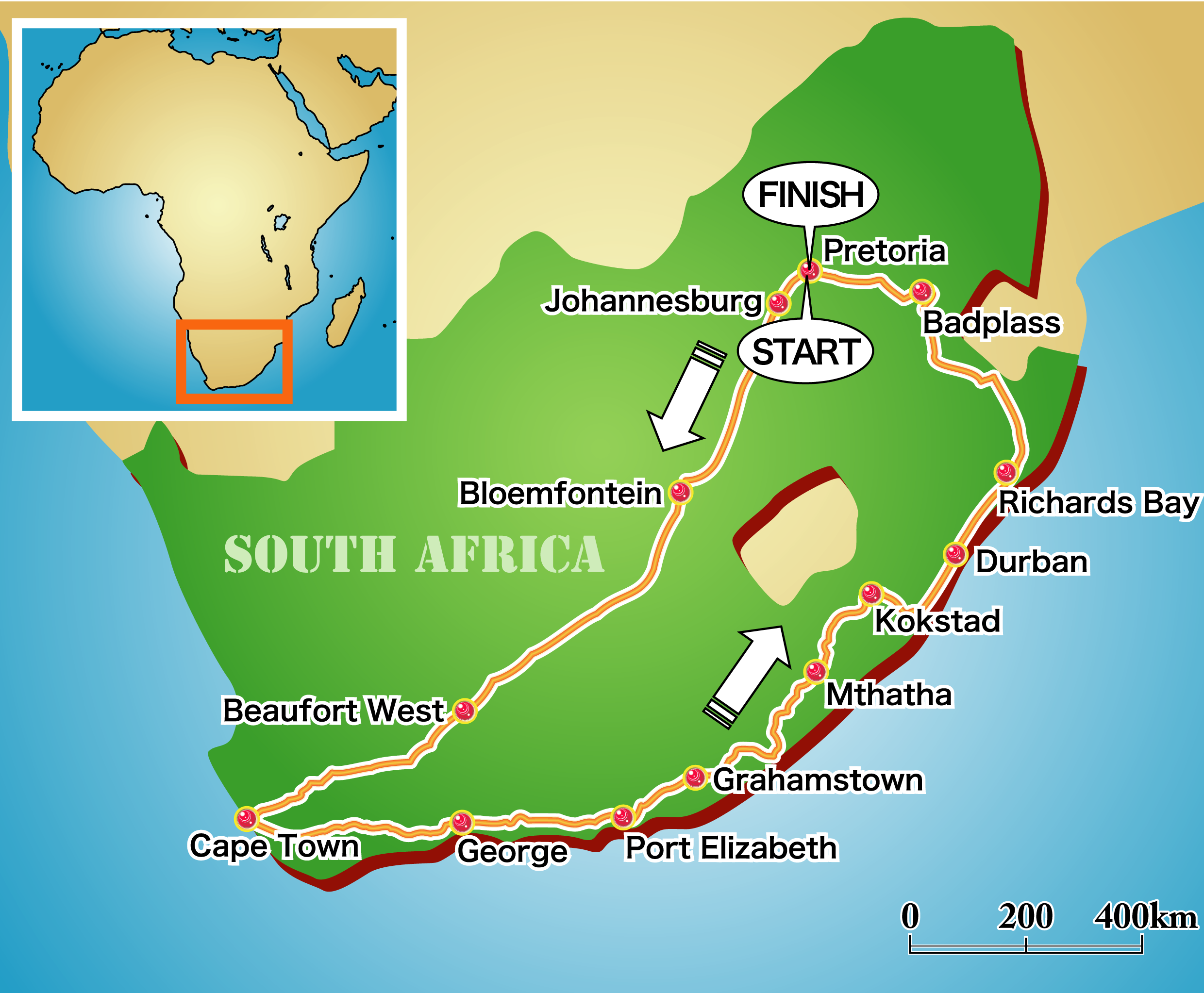
"South African Solar Challenge 2010"のルート

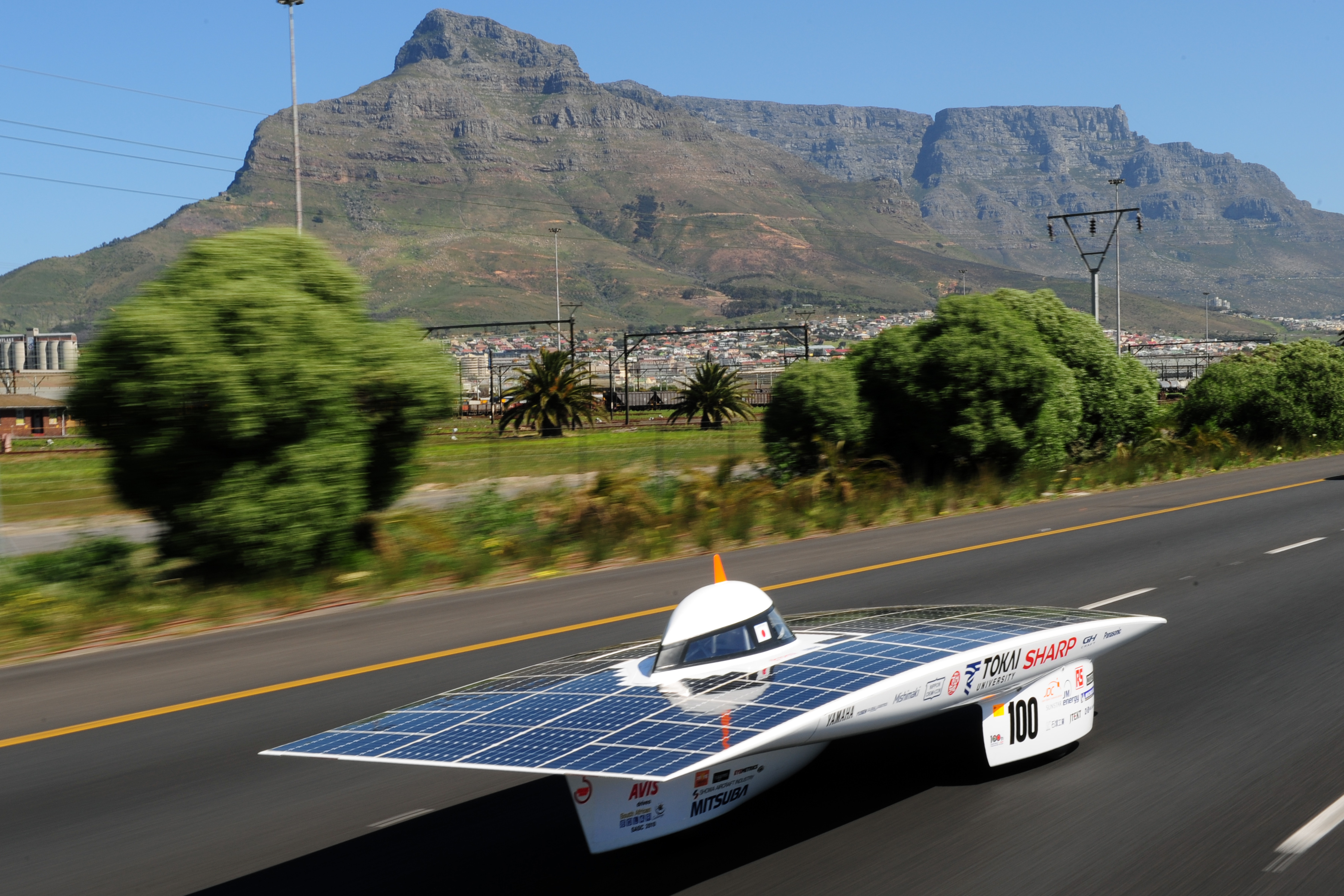
ケープタウンのテーブルマウンテン付近を走行する東海大学のソーラーカー「Tokai Challenger」。"South African Solar Challenge 2010"でチーム二連覇を達成。

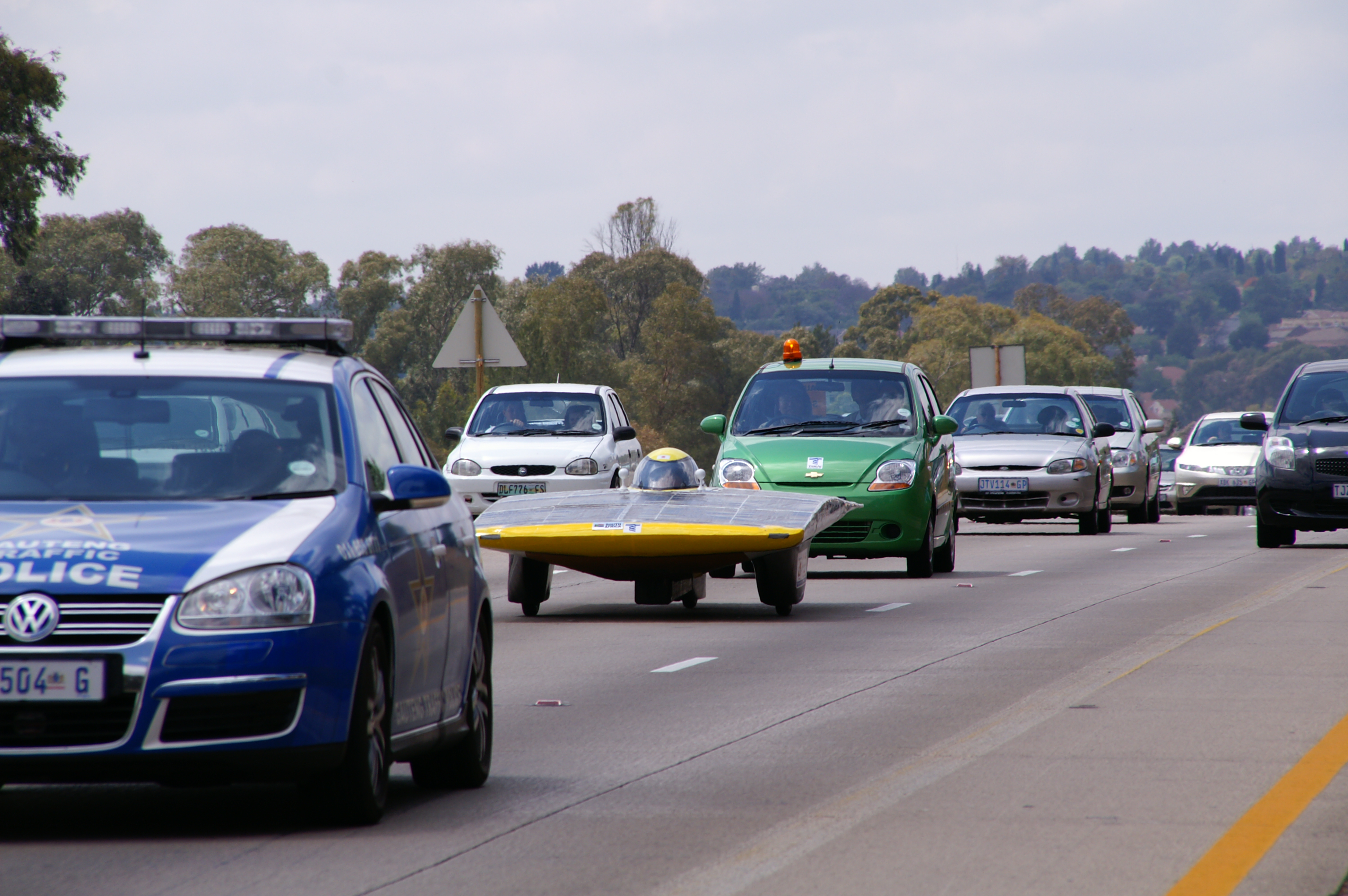
東海大学のソーラーカー「Tokai Falcon」。第1回の"South African Solar Challenge 2008"で優勝した。

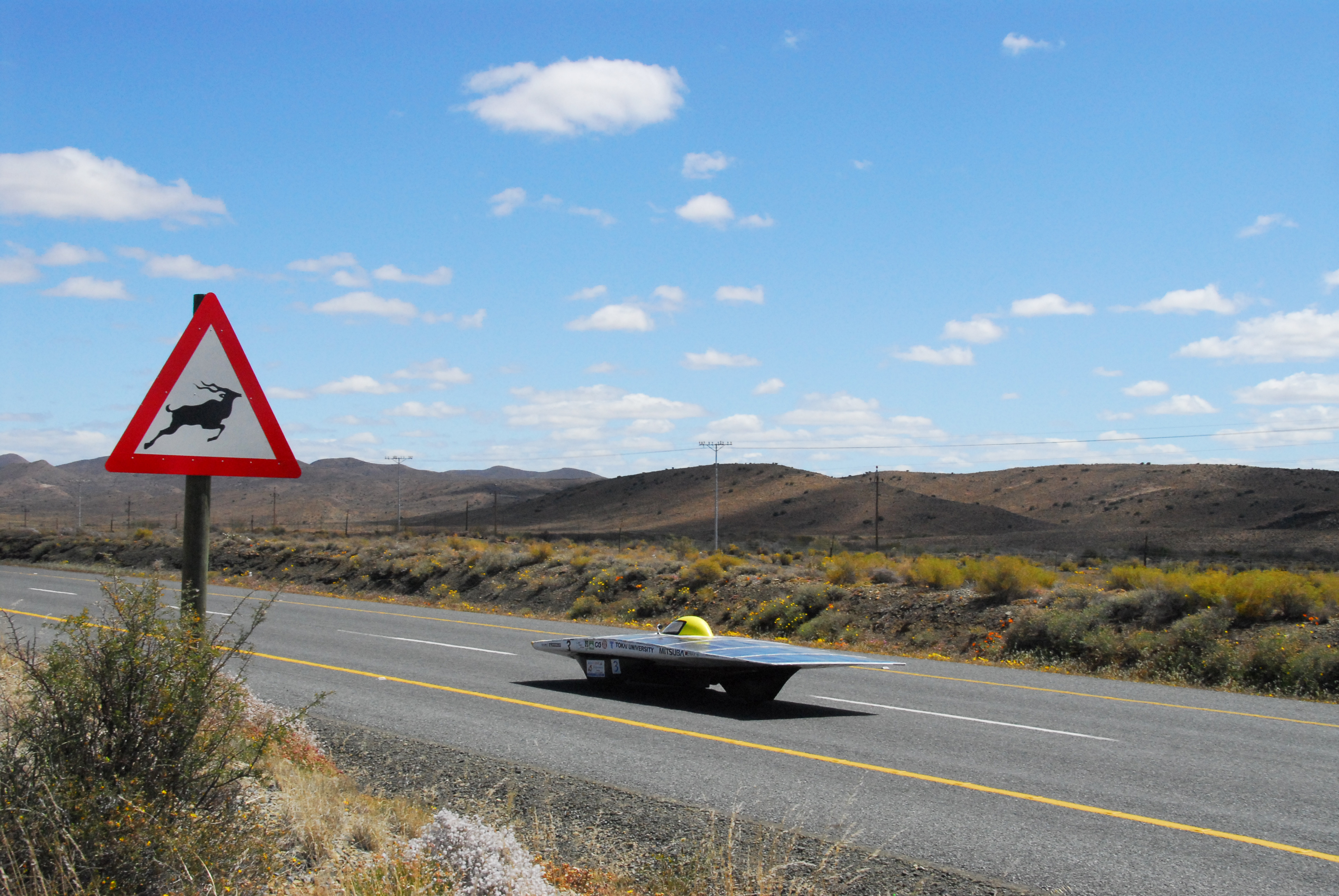
インパラに注意！ (SASC 2008の3日目)

サウス・アフリカン・ソーラー・チャレンジ (South African Solar Challenge)は、南アフリカ共和国で開催される代替燃料車による自動車レースである。出場クラスにはハイブリッド車、電気自動車、ソーラーカー、バイオ燃料自動車がある。第1回大会は2008年に開催され、それ以降2年ごとに開催される。レースの距離は4,000 km (2,500 mi)を超える。レースのルートは年ごとに変化するが、ヨハネスブルグ、ケープタウン、ダーバンを経由し、プレトリアで終えるよう計画される。

## 目的
第1の目的は、南アフリカを横切るソーラーカーのデザイン、マネジメント、製作、そしてレースを行うことである。このチャレンジは、研究者、学生、独立したプライベータ、そして様々な産業と政府が、高い技術イベントを安全に運営するために、ともに行動する。
このレースは以下を推進する。
- 再生可能エネルギー技術。（とくに太陽光発電/太陽電池技術）
- 科学、技術、数学分野での優れた教育。
- 広範な分野を横断する技術的、化学的な専門知識の創造的集積。
- 大きく複雑なプロジェクトを実行するのに必要なマーケティング、ビジネス、マネジメントスキルの理解。
- 技術的、創造的能力の開発とデモを行う、学生たちと技術者たちのための実践的な経験。
- 環境意識。
- チャレンジ、開発、テスト、そしてレースのすべての側面における安全。
- スポーツマンシップ、フレンドシップと連携。